# بيرتون فيلدمان
بيرتون إدوارد فيلدمان (بالإنجليزية: Burton Feldman) (3 مايو 1926 - 10 يناير 2003) أستاذ أمريكي للغة الإنجليزية.
وُلِد في ألباني، نيويورك. قضى معظم طفولته في تروي، نيويورك، قبل أن يلتحق بالجيش عام 1945، وحصل على رتبة ملازم ثانٍ أثناء خدمته قائدًا للمدفعية الميدانية.
حصل فيلدمان على درجة البكالوريوس من كلية يونيون في شينيكتادي، نيويورك، في عام 1949، ثم حصل على درجة الماجستير في اللغة الإنجليزية من جامعة كولومبيا في عام 1954. أثناء عمله على درجة الماجستير في جامعة كولومبيا ، تزوج مارغريت (بيجي) ماري جيلديا في عام 1953.
في عام 1956، عمل فيلدمان في شركة يونايتد برودكشنز أوف أمريكا، حيث ساعد في كتابة حلقات من مسلسل جيرالد ماكبوينغ بوينغ، كما عُيّن لإجراء أبحاث حول قصص الملكية العامة التي يُمكن استخدامها في الرسوم المتحركة. ثم انتقل إلى جامعة شيكاغو للتدريس والعمل على أطروحته للدكتوراه، التي حصل عليها عام 1965.
خلال فترة دراسته في شيكاغو، درس فيلدمان على يد ليو شتراوس، وأصبح صديقًا لميرسيا إلياد، الكاتب الروماني وعالم الدين. بعد مغادرته جامعة شيكاغو ، أمضى فيلدمان وزوجته عامين في أوروبا وتركيا يُدرِّسان في جامعة ماريلاند.
بعد عودته إلى الولايات المتحدة، تم تعيين فيلدمان في جامعة دنفر . وخلال فترة وجوده في الجامعة، عمل فيلدمان مديرًا لبرامج البكالوريوس في اللغة الإنجليزية (1968-1974)، ومحررًا لمجلة دنفر الفصلية (1970-1975)، ومديرًا للدراسات العليا في اللغة الإنجليزية (1980-1984). وأثناء التدريس في جامعة دنفر، تولى فيلدمان منحة دراسية مهنية بجدية. وعمل مع البروفيسور روبرت د. ريتشاردسون جونيور، ونشر فيلدمان كتاب صعود الأساطير الحديثة: 1680-1860 في عام 1972. واستكشف الكتاب استخدام الأسطورة في العالم الغربي وكيف تم استخدامها في الأدب والمجتمع من عام 1680 إلى عام 1860. وواصل ريتشاردسون وفيلدمان العمل معًا من عام 1979 إلى عام 1984، ونشرا مجموعة من 50 مجلدًا من النصوص الأسطورية النادرة والمهمة التي استخدمها شعراء رومانسيون. عنوان المختارات هو "الأسطورة والرومانسية". أراد فيلدمان كتابة جزء ثانٍ لكتاب صعود الأساطير الحديثة: 1680-1860"' يُحدّثه ليواكب العصر الحديث، لكن المشروع لم يُكتمل ولم يُنشر.
في عام 2000، نشر فيلدمان تاريخًا لجوائز نوبل بعنوان جائزة نوبل: تاريخ العبقرية والجدل والهيبة.  عمل فيلدمان على كتاب بعنوان مؤقت الشهرة والمجد، واستكشف فكرة الشهرة والسعي إلى الاعتراف بالشخصيات الأدبية، سواء المؤلفين أو الشخصيات.
كان فيلدمان أيضًا شاعرًا وروائيًا هاويًا وفنانًا. نُشرت أشعاره في عدد من المجلات المختلفة على مدار حياته، لكنه لم يُوفق في نشر ديوان شعري واحد. كما لم يُوفق في نشر أيٍّ من رواياته العديدة خلال حياته.
تقاعد فيلدمان من جامعة دنفر عام 1998 وتوفي بسبب السرطان في دنفر، كولورادو، في 10 يناير 2003. في وقت وفاته، كان فيلدمان يعمل على كتاب كان جزءًا من الحقيقة وجزءًا من الخيال التاريخي الذي سجل صداقة ألبرت أينشتاين وولفغانغ باولي وبرتراند راسل وكورت جودل في سنوات تدهورهم. كان فيلدمان قد أطلق على العمل مؤقتًا عنوان أينشتاين والأصدقاء. نُشر كتابان في عام 2007، تحت إشراف بيجي فيلدمان وكاثرين ويليامز، بعنوان 112 شارع ميرسر: أينشتاين وراسل وجودل وبولي ونهاية البراءة في العلوم،  ونادي عباقرة أينشتاين: القصة الحقيقية لمجموعة من العلماء الذين غيروا العالم.